# Google Alerts
Google Alerts é um serviço do Google que retorna resultados de uma pesquisa à caixa de emails do usuário, sempre que for encontrada nova citação de um termo pré determinado.
O Google Alerts simplesmente vai buscar as principais novidades sobre os temas definidos por você e enviar para o seu e-mail tudo o que você precisa saber.
É uma importante ferramenta para quem quer receber as notícias e novidades sobre um tema específico e é também uma ferramenta utilizada como ferramenta de trabalho, especialmente para profissionais de marketing, que se mantém dentro das tendências do mercado e conseguem receber atualizações sobre os seus concorrentes.
Uma prática muito utilizada é a menção à marca ou ao nome, onde a pessoa ou empresa é notificada sempre que for mencionada na internet, tento controle sobre tudo o que é dito a seu respeito na internet. 